# Суздальські озера (Санкт-Петербург)

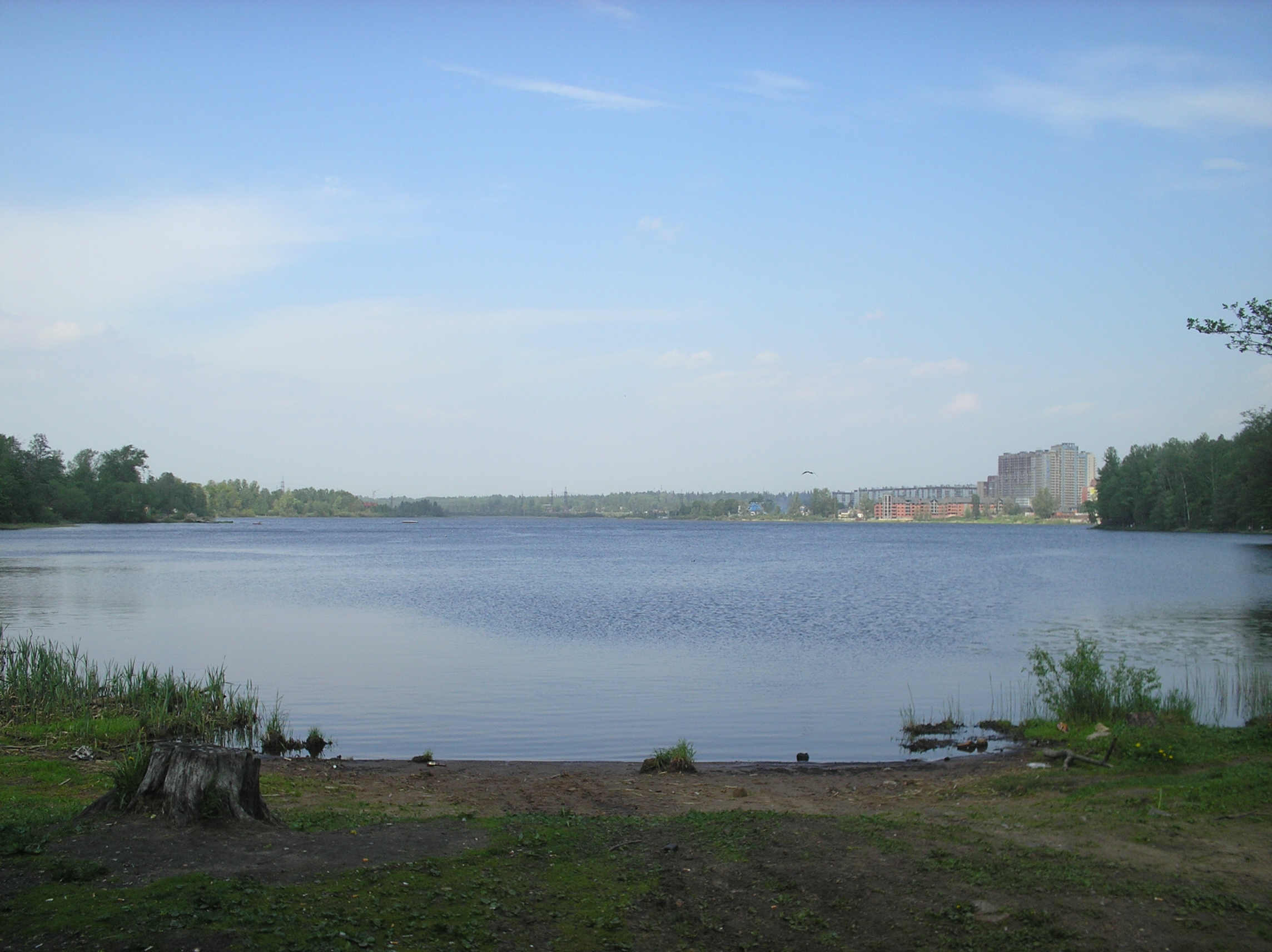
Велике Нижнє Суздальське озеро, вигляд з південного берегу в північному напрямку

Су́здальські озера — ланцюжок з трьох озер на півночі Санкт-Петербурга, що простягаються від Поклонної гори до Парголово. 

## Гідрологія
- Верхнє озеро розташоване північніше Поклонної гори. Середня глибина 2,5—3 м (максимальна — 11 м), довжина — 600 м, ширина — 450 м.
- Середнє озеро значно менше Верхнього — 400 м завдовжки, 250 м завширшки.
- Велике Нижнє озеро (щонайменше до початку XIX ст. — озеро Паркола)найбільше з трьох озер,розкинулося на 2 км завдовжки і 600 м завширшки.З півночі в нього впадає річка Старожиловка, а на заході з нього витікає річка Кам'янка. Нижнє озеро з'єднане з Середнім протокою, на невеликій ділянці введена через підземний колектор. Розділяє їх вузький перешийок завдовжки кількасот метрів.

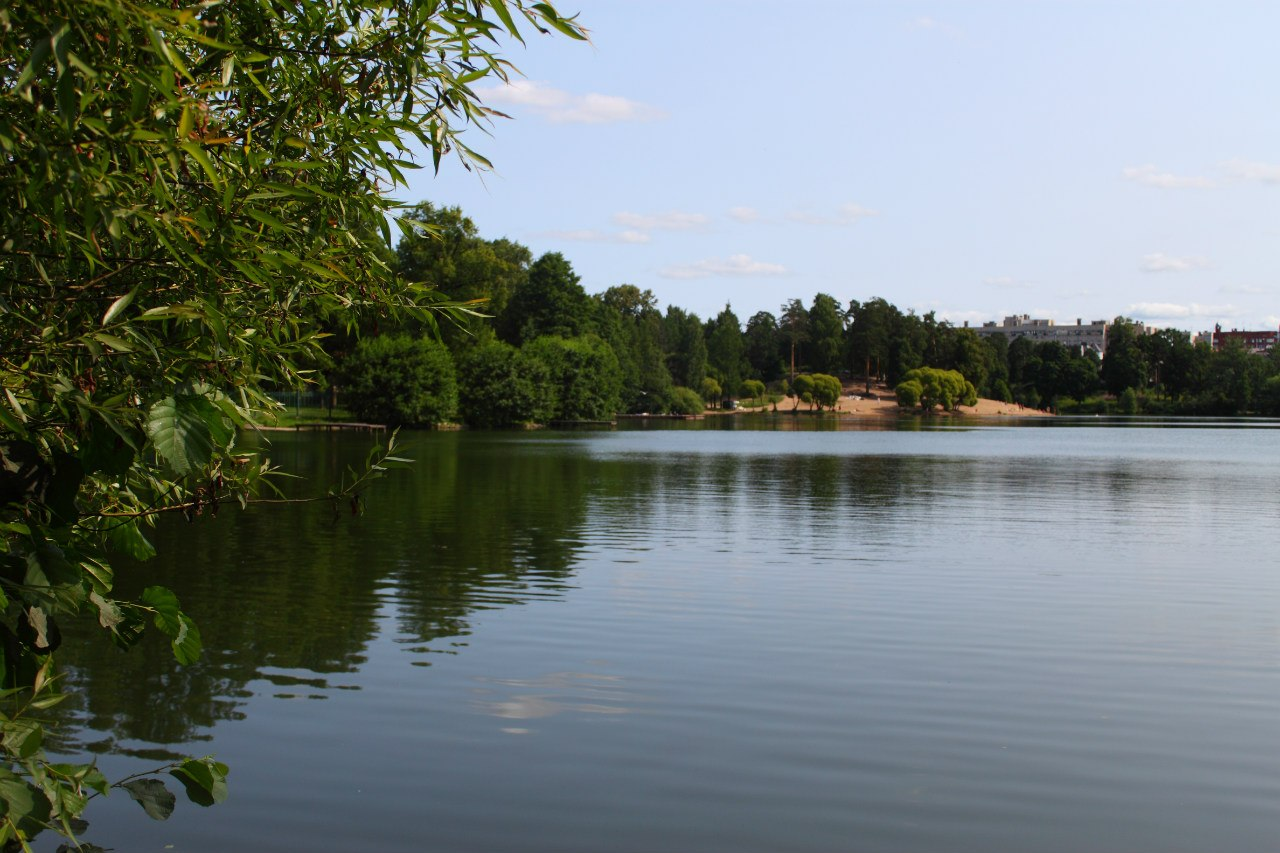
Верхнее Суздальское озеро

В давнину являли собою єдине льодовикове озеро Паркола (звідси топонім Парголово), на берегах якого ріс сосновий ліс.У пізньому середньовіччі тут розташовувалися рідкісні православні карельські села, населення котрих займались землеробством (жито, овес, льон) і рибальством. В 1746 ці землі разом з озерами отримав у володіння граф Шувалов. Суздальські озера отримали свою назву від Суздальскої Слободи (1-го Парголова), в котрій мещкали переселенці з  Суздальського повіту Владимирської губернії, привезені для облаштування просторих володінь графів Шувалових. 
60°02′34″ пн. ш. 30°18′19″ сх. д. / 60.042755° пн. ш. 30.305248° сх. д.
В озері водяться окунь, йорж, плітка.